# Enzymologie
Die Enzymologie ist ein Teilgebiet der Biochemie, das sich mit den Gärungsvorgängen befasst, das heißt mit chemischen Veränderungen, die Bakterien, Enzyme und Hefen durch fermentative Stoffwechselvorgänge in organischen Verbindungen bewirken. Zur Zymologie gehört die Untersuchung der Enzyme, biologischer Katalysatoren, die aus Proteinen, also aus Aminosäuren bestehen.

## Anwendung
Die Enzymologie ist zudem ein wichtiger Zweig der chemischen Industrie. Sie umfasst die Herstellung von Amylalkohol, Ethanol und Vitaminen durch Hefen sowie von Butanol und Propanol durch Bakterien. Wichtig ist sie ebenfalls für die Brot- und Brauereiindustrie sowie für die Winzerei.